# Lui Che-woo
Lui Che-woo (呂志和), né le 17 janvier 1929 à Jiangmen (Guangdong, république de Chine) et mort le 7 novembre 2024 à Hong Kong (Chine), est un milliardaire et philanthrope hongkongais de nationalité canadienne. 
Membre du comité permanent de la Conférence consultative politique du peuple chinois de Jiangmen et magnat du jeu à Hong Kong, il est le fondateur et président de Galaxy Entertainment Group (en) et K. Wah International (en). 
En 2020, sa fortune est estimée à 14,3 milliards US$.

## Biographie

### Carrière dans les affaires
Lui Che-woo fonde la première K. Wah company à Hong Kong dans les années 1950. Ses principales sociétés membres comprennent K. Wah International (en) (Stock code : 173.HK), Galaxy Entertainment Group (en) (HKSE : 27.HK), Stanford Hotels International et K. Wah Construction Materials Limited. Aujourd'hui, K.Wah est devenu un conglomérat multinational actif dans les jeux de hasard, l'immobilier, les divertissements et les loisirs, les matériaux de construction et les hôtels, avec plus de 200 filiales et plus de 33 000 employés à Hong Kong, en Chine continentale, à Macao, en Amérique du Nord et en Asie du Sud-Est.
Dans les années 1960, Lui passe des matériaux de construction à l'investissement immobilier. Les années 1980 marquent l'entrée dans le développement hôtelier et l'expansion en Chine continentale. En 2002, il s'aventure dans le secteur des jeux à Macao et son entreprise devient l'un des six concessionnaires de jeux de la ville.
En mai 2011, Galaxy Entertainment Group Limited ouvre l'hôtel-casino Galaxy Macao avec 2200 chambres, 50 restaurants, 450 tables de jeux, une plage artificielle et une piscine à vagues pour un coût de 2 milliards $.

### Service public
Lui Che-woo est président de Tung Wah Group of Hospitals (en) en 1981–1982.
Il occupe également des postes dans divers établissements d'enseignement supérieur, comme celui de président d'honneur fondateur de la Fondation du développement et de la recherche en éducation de l'université de Hong Kong, membre du conseil d'administration du United College de l' université chinoise de Hong Kong, membre honoraire de la cour de l'université des sciences et technologies de Hong Kong, membre du comité consultatif de l'université polytechnique de Hong Kong, président honoraire à vie de la Fondation de l'université polytechnique de Hong Kong, et président honoraire à vie du conseil d'administration de l'université de Wuyi (en).
En décembre 2006, Lui Che-woo est élu au petit cercle du comité électoral (en), dans la section des hôtels, pour le troisième mandat de directeur général du processus de sélection de la région administrative spéciale de Hong Kong. Il est également membre du comité de pilotage du gouvernement de Hong Kong sur les MICE (Meetings, Incentives, Conventions and Exhibitions) depuis 2007.

### Philanthropie
En 1999, Lui Che-woo fait un don au centre médical de l'université Stanford pour créer le laboratoire de recherche Lui Che Woo. En 2002, les prix Lui Che Woo pour le programme d'échange d'étudiants CUHK/Cornell en gestion hôtelière sont créés pour faciliter les échanges universitaires de l'École de gestion hôtelière et touristique. Il finance la construction du bâtiment Lui Che Woo à l'université polytechnique de Hong Kong.
En 2012, il fait un don à l'université chinoise de Hong Kong pour la création de l'Institut Lui Che-woo de médecine innovante. En 2015, il s'engage à faire un don de 15,6 millions HK$ au même établissement pour créer le prix Lui Che Woo Distinguished Young Scholars et la bourse de recherche Lui Che Woo Distinguished Young Scholars Research pour aider des étudiants en recherche médicale à poursuivre leurs études à l'étranger.
Pour marquer le 60e anniversaire du groupe K.Wah en 2015, Lui Che-woo crée le prix Lui Che Woo - Prix pour la civilisation mondiale à Hong Kong, un prix international censé honorer et reconnaître des individus ou des organisations, entre autres, pour « la promotion d'une attitude positive et l'amélioration de l'énergie positive ».

## Distinctions

### Éducation
En reconnaissance de son soutien à l'éducation et de sa contribution à des causes valables, Lui Che-woo reçoit un certain nombre de diplômes honorifiques. En 2001, il reçoit le diplôme de docteur en droit honoris causa de l'université de Victoria. En 2002, il reçoit le diplôme de docteur honoris causa en sciences sociales de l'université chinoise de Hong Kong et une bourse universitaire honorifique de l'université de Hong Kong. En 2004, il reçoit le diplôme de docteur honoris causa en droit de l'université Concordia. En 2005, Lui reçoit le diplôme de docteur honoris causa en administration des affaires de l'université polytechnique de Hong Kong, ainsi que le diplôme de docteur honoris causa en sciences sociales de l'université de Hong Kong en 2016.

### Autres distinctions
En 1982, Lui Che-woo est fait membre de l'ordre de l'Empire britannique par la reine Élisabeth II et est nommé en tant que juge de paix (JP) en 1986.
En 2005, il est décoré de la Gold Bauhinia Star (en) pour ses contributions au développement de Hong Kong.
En 2007, il est nommé Personnalité des affaires de l'année par le South China Morning Post.
En 2012, il est décoré de la Médaille Grand Bauhinia par le gouvernement de Hong Kong pour ses contributions exceptionnelles à la ville.